# ホッジマン郡 (カンザス州)
ホッジマン郡 (Hodgeman County、標準省略：HG) は、アメリカ合衆国カンザス州に位置する郡である。2000年現在、人口は2,085人である。ここの最大都市及び郡庁所在地はジェットモアーである。

## 地理
アメリカ合衆国統計局によると、この郡は総面積2,228 km2 (860 mi2) である。このうち2,227 km2 (860 mi2) が陸地で1 km2 (0 mi2) が水域である。総面積の0.04%が水域となっている。

### 隣接する郡
- ネス郡（北）
- ポーニー郡（東）
- エドワーズ郡（南東）
- フォード郡（南）
- グレイ郡（南西）
- フィニー郡（西）

## 人口動勢
2000年現在の国勢調査で、この郡は人口2,085人、796世帯、及び581家族が暮らしている。人口密度は1/km2 (2/mi2) である。0/km2 (1/mi2) の平均的な密度に945軒の住宅が建っている。この郡の人種的な構成は白人97.31%、アフリカン・アメリカン0.91%、先住民0.24%、アジア0.00%、太平洋諸島系0.00%、その他の人種0.48%、及び混血1.06%である。ここの人口の2.69%はヒスパニックまたはラテン系である。
この郡内の住民は29.00%が18歳未満の未成年、18歳以上24歳以下が4.70%、25歳以上44歳以下が25.20%、45歳以上64歳以下が22.10%、及び65歳以上が19.00%にわたっている。中央値年齢は40歳である。女性100人ごとに対して男性は97.30人である。18歳以上の女性100人ごとに対して男性は96.90人である。
この郡内の世帯ごとの平均的な収入は35,994米ドルであり、家族ごとの平均的な収入は39,358米ドルである。男性は27,568米ドルに対して女性は21,534米ドルの平均的な収入がある。この郡の一人当たりの収入 (per capita income) は15,599米ドルである。人口の11.50%及び家族の10.70%は貧困線以下である。全人口のうち18歳未満の11.90%及び65歳以上の7.70%は貧困線以下の生活を送っている。

## 都市及び町
- Hanston
- ジェットモアー (Jetmore)

## 郡区
ホッジマン郡は9の郡区に分かれている。この郡内部の都市は governmentally independent と見なされておらず、郡区向けのすべての外観はそれらの都市に含まれている。以下の表内の人口中心は、もしかなりの数ならば、郡区の人口総計を含む最大都市である。

## 教育

### 統一された学校区
- ジェットモアー 統一教育学区227号
- Hanston 統一教育学区228号